# Herbert Spitzenberger
Herbert Spitzenberger  (* 5. Juni 1927 in München; † 5. Oktober 2019 in Starnberg) war ein deutscher Pianist und Hochschullehrer.

## Leben und Werk
Herbert Spitzenberger studierte von 1946 bis 1950 nach Ende des Zweiten Weltkriegs Klavier bei Wilhelm Heckmann und Kontrapunkt bei Arthur Piechler am Leopold-Mozart-Konservatorium in Augsburg. Die folgenden Jahre studierte er bei den Pianisten Wolfgang Ruoff und Rosl Schmid in München.
Seine Karriere als Konzertpianist begann 1950. In diesem Jahr gab er sein Konzertdebüt in Augsburg, zahlreiche Klavierabende folgten. Herbert Spitzenberger trat als Solist mit führenden Orchestern in Deutschland auf und unternahm mehrere internationale Konzerttourneen. Von 1958 bis 1964 unterrichtete Herbert Spitzenberger die Regensburger Domspatzen. Im April 1965 bekam er einen Ruf für eine zweijährige Gastprofessur für Klavier an die University of the Arts Tokyo Geidai in Japan. Während seines dortigen Aufenthalts trat er in zahlreichen Klavierabenden in Kyoto, Osaka, Hiroshima sowie als Solist in mehreren Konzerten mit dem Japan Philharmonic Orchestra und dem Tokyo Metropolitan Symphony Orchestra auf. Während eines Besuchs der Deutschen Oper Berlin in Tokyo begleitete er die Sopranistin Hilde Güden bei einem Liederabend. Von 1968 bis 1995 war Herbert Spitzenberger zunächst Dozent und dann ab 1983 Professor für Klavier an der Musikhochschule München. Bis 1987 trat Herbert Spitzenberger international mit dem Spitzenberger Trio auf. Zu dem Spitzenberger Trio, welches international tourte, gehörten Heinrich Klug (Cello) und Wolfgang Schröder (Klarinette), später Gerd Starke (Klarinette). Herbert Spitzenberger hatte von 1954 bis 1986 Rundfunk- und Fernsehaufnahmen beim Bayerischen Rundfunk, Radio Bremen und im japanischen Fernsehen.
Bis zu seinem Tod 2019 lebte er mit seiner Ehefrau Barbara Spitzenberger in Hohenschäftlarn bei München. Das Ehepaar hat zwei Kinder, Petra Spitzenberger-Baier und Rainer Spitzenberger (Fotograf).

## Stil
Über die Interpretationen Herbert Spitzenbergers schrieb Karl Schumann von der Süddeutschen Zeitung 1957: „Ein Klaviermusiker ohne Pose. Das pianistische Können geht in der Absichtslosigkeit einer natürlichen Musikalität auf. Er hat das Talent, das Klavier singen zu lassen.“ Die Brillanz seines Spiels beschrieb ebenfalls The Singapore Free Press nach einem Klavierabend mit Werken von Johannes Brahms, Béla Bartók, Maurice Ravel und Mili Alexejewitsch Balakirew am 28. November 1961. The Times schrieb 1962: „A recital distinctly out of the common. His playing had continual vigour together with a propulsive rhythm (Frank Martin: eight preludes). Mr. Spitzenberger‘s mastery of the music, not to mention his enterprise in presenting it, deserves high praise.“ Herbert Spitzenberger engagierte sich sehr für das Werk Harald Genzmers und führte seine Stücke international auf.

## Auszeichnungen
- 1955: Preisträger des Kulturkreises im Bundesverband der Deutschen Industrie e. V.[5], Köln.

## Bekannte Schüler Spitzenbergers
- Bernd Redmann, Präsident der Hochschule für Musik und Theater München
- Johannes Umbreit[6], Kammermusik und Klavierbegleitung
- Rudolf Piehlmayer, Dirigent
- Mikiko Ogawa[7], Pianistin
- Franz Xaver Lechner[8], Klavier
- Ruth Spitzenberger[9], Organistin (nicht verwandt)
- Susanne Jutz-Miltschitzky[10], Klavier
- Johannes Dering-Read[11], Leiter der Musikschule der Deutschen Schule Quito
- Dr. Barbara Haas[12], Musikpublizistin, -journalistin und -pädagogin[13]